# Monte Kumgang
Il monte Kumgang o Kumgangsan o Geumgang-san (coreano: 금강산 Geumgang-san o Kŭmgang-san) è un massiccio montuoso del Kangwon nella Corea del Nord.

## Geografia e Geologia

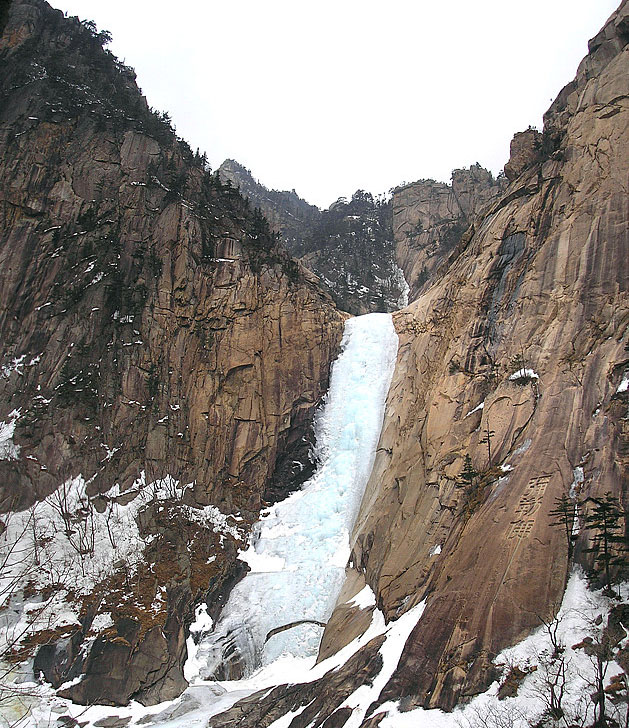
Cascate Kuryong nel Kumgang Esterno

Il massiccio fa parte della catena montuosa dei monti Taebaek. Si trova nella Corea del Nord, a circa 50 km dalla città sudcoreana di Sokcho. La vetta più alta raggiunge 1638 m. Il nome significa "montagna di diamanti".
La montagna è costituita quasi interamente da granito e diorite modellati nel corso dei secoli in una grande varietà di forme di cui circa 12.000 uniche e pittoresche formazioni di pietra, insieme a dirupi, picchi e colonne di pietra.
Il Kumgang è lungo circa 60 km in direzione nord-sud e largo 40 km in direzione est-ovest, ed è comunemente diviso in 3 aree: "Kumgang Interno", "Kumgang Esterno" e "Kumgang Marittimo", ognuna con caratteristiche geologiche e topografiche particolari.
Il Kumgang Interno (in coreano 내금강 Nae-Kumgang), la parte più occidentale, è famoso per i suoi panorami.
Il Kumgang Esterno (in coreano 외금강 Oe-Kumgang), più a est, è famoso per il gran numero di picchi (tra cui il picco Chipson, 집선봉, 1351 m, visitato per le molte cascate). Nel Kumgang Esterno si trovano anche le famose cascate Kuryong (구룡연, Nove Dragoni), alte 74 m, che precipitano da una massa rocciosa di granito.

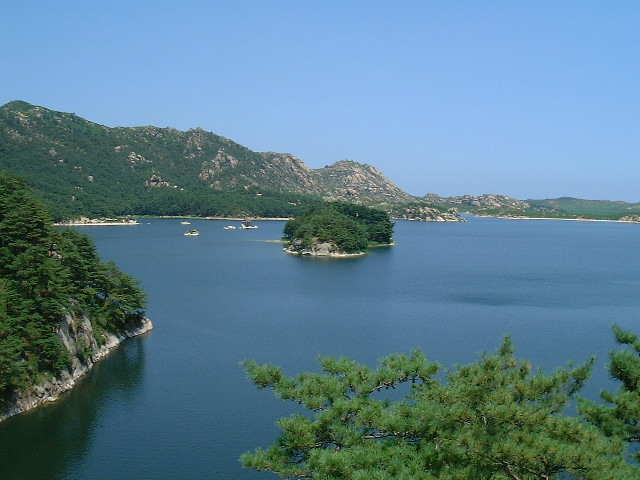
Lago Samilpo nel Kumgang Marittimo

Infine il Kumgang Marittimo (in coreano 해금강 Hae-Kungang), a ridosso della costa, è noto per gli scogli e i laghi, tra cui il Lago Samilpo, che chiude l'area montuosa a pochi chilometri dal confine con la Corea del Sud.